# Xã Jackson, Quận Miami, Indiana
Xã Jackson (tiếng Anh: Jackson Township) là một xã thuộc quận Miami, tiểu bang Indiana, Hoa Kỳ. Năm 2010, dân số của xã này là 1.956 người.